# Hengaillaan
"Hengaillaan" ("Vamos andar à volta") foi a canção finlandesa no Festival Eurovisão da Canção 1984, interpretada em finlandês por Kirka.
O referido tema tinha letra de Jussi Tuominen, música de Jukka Siikavire e foi orquestrada por Ossi Runne.
A canção finlandesa foi a 16.ª a ser interpretada na noite do evento, depois da canção turca "Halay", interpretada pela banda  Beş Yıl Önce, On Yıl Sonra e antes da canção suíça "Welche Farbe hat der Sonnenschein?", interpretada pela banda Rainy Day. Depois de concluída a votação, a canção finlandesa terminou em 9.ª lugar (entre 19 países participantes) e recebeu um total de 46 pontos.
Esta canção foi um dos maiores sucessos de Kirka. Com uma carreira de cantor iniciada em 1962, o álbum "Hengaillaan" foi o primeiro a atingir o disco de ouro na Finlândia. A canção é muito popular nos bares de karaoke finlandeses e surge em coletâneas de sucessos em finlandês.
A letra da canção fala-nos de um casal que ao invés de arranjar um quarto para dormir, decide andar à volta da estação do comboio até às 5:30 da manhã, Contudo, acabarão por se esquecer mesmo daquele comboio e propõe que fiquem ali todo o dia a tocar e a dançar. 